# Biserica „Uspenia” din Botoșani
Biserica „Uspenia” (Adormirea Maicii Domnului) este un monument istoric aflat pe teritoriul municipiului Botoșani.
Biserica a fost ctitorită de Elena Rareș, soția lui Petru Rareș, în anul 1552. A fost restaurată în 1724 de Mihai Racoviță voievod. Aici a fost botezat poetul național Mihai Eminescu. Transformată în 1725, restaurată 1912. În curtea bisericii se află o statuie a lui Mihai Eminescu.

## Istoric
A fost ridicată în 1552 și a urmărit modelul bisericii Sf. Nicolae a lui Ștefan cel Mare într-o măsură mai accentuată decât la Sf. Gheorghe. Meșterii veacului al XVI-lea au reprodus planul și structura prototipului botoșănean până la elementele de detaliu ca, de exemplu, decorul calotei pronaosului realizat cu nervuri ceramice dispuse după un desen simplificat, în formă de cruce. Turla cu 12 laturi (ca la biserica Mănăstirii Popăuți) a primit aceeași subliniere în compoziția exterioară, prin dubla bază stelată cu 8 colțuri. Decorul arhitectural, alcătuit din firide și ocnițe, a fost completat cu discuri smălțuite în culorile galben și verde și - probabil - cu zugrăveli policrome.
Biserica a fost reparată în 1724-1725 de către Mihail Racoviță, dar stadiul cercetării nu permite constatarea unor transformări introduse cu această ocazie. În schimb, intervenția din 1819, consemnată cu inscripție, a dat bisericii aspectul de astăzi, adăugând pe latura de vest un turn-clopotniță în stil clasicist, admirabil proporționat. Corpul bisericii a fost unificat cu clopotnița prin ridicarea zidăriei triconcului la nivelul unei cornișe generale susținută de console, acoperindu-se astfel baza stelată inferioară a turlei. Cu înfățișarea actuală, Uspenia ilustrează două faze majore ale arhitecturii moldovenești: faza primei jumătăți a veacului al XVI-lea, în care inovațiile decorului policrom îmbracă structurile tradiționale și clasicismul începutului de veac XIX. Păstrarea Uspeniei ferită de transformările estetizante suferite de celelalte două ctitorii domnești va permite efectuarea unei restaurări, care să cuprindă, în linii mari, readucerea golurilor de ferestre la dimensiunile epocii și dezvelirea paramentului originar al primei faze de construcție, păstrând însă aportul valoros al veacului al XIX-lea, inclusiv învelitorile de factură barocă.
Este biserica unde a fost botezat Mihai Eminescu.